# سوان ناگاشیان
سوان هایکی ناگاشیان (ارمنی: Սևան Հայկի Նագգաշյան؛ انگلیسی: Sevan Naggashyan؛ زادهٔ ۲۷ نوامبر ۱۹۶۸ - درگذشته ۱۳ اکتبر ۲۰۱۶) نقاش و پویانما اهل ارمنستان بود.

## زندگی‌نامه
وی در ۲۷ نوامبر ۱۹۶۸ در بیروت به دنیا آمد هایک ناگاشیان پدر وی بود. وی از انستیتو دولتی هنری و نمایشی ایروان فارغ‌التحصیل گشت.  وی در ۱۳ اکتبر ۲۰۱۶ در سن ۴۷ سالگی در ایروان درگذشت.